# Fort Calhoun (Nebraska)
Fort Calhoun es una ciudad ubicada en el condado de Washington, Nebraska, Estados Unidos. Tiene una población estimada, a mediados de 2021, de 1113 habitantes.

## Geografía
La localidad está ubicada en las coordenadas 41°27′22″N 96°1′35″O / 41.45611, -96.02639 (41.456237, -96.026273). Según la Oficina del Censo de los Estados Unidos, Fort Calhoun tiene una superficie total de 1.77 km², correspondientes en su totalidad a tierra firme.

## Demografía
Según el censo de 2020, en ese momento había 1108 personas residiendo en Fort Calhoun. La densidad de población era de 625.99 hab./km². El 91.43% de los habitantes eran blancos, el 0.63% eran afroamericanos, el 0.27% eran amerindios, el 0.36% eran asiáticos, el 0.11% eran isleños del Pacífico, el 1.44% eran de otras razas y el 5.87% eran de una mezcla de razas. Del total de la población, el 3.79% eran hispanos o latinos de cualquier raza.